# Ogovia
Ogovia là một chi bướm đêm thuộc họ Erebidae.